# Spuž
Spuž (en monténégrin cyrillique : Спуж) est une ville du centre du Monténégro, dans la municipalité de Danilovgrad.

## Démographie

### Évolution historique de la population
| 1948 | 1953 | 1961 | 1971 | 1981  | 1991  | 2003  |
| ---- | ---- | ---- | ---- | ----- | ----- | ----- |
| 497  | 583  | 862  | 895  | 1 241 | 1 326 | 1 529 |